# Актамберди Сариули
Актамберди Сариули (каз. Ақтамберді Сарыұлы, 1675—1768) — середньовічний казахський батир, поет (акин), воєначальник, жирау, громадський діяч.

## Біографія
Вважається, що Актамберди Сариули народився в передгір'ях Каратау на півдні сучасного Казахстану в родині заможних людей, хоча сам він у своїх віршах вказує, що походить з роду Жагалбай (Молодший жуз) і що він з дитинства ріс самотнім і незабезпеченим.
Він проявив свої поетичні здібності дуже рано в 10-12 років. Судячи по рядках з його віршів: «У дванадцять років я сів на коня, взяв у руки шаблю», Актамберди рано включився в боротьбу з ворогами. У своїх віршах він оспівує казахський побут, сім'ю і батьківщину.
Актамберди, який пережив разом з народом всі його негаразди, з 17 років брав участь в боях з калмиками, з правителями Середньої Азії. У цих боях він відзначився своєю сміливістю, а пізніше виділився і своїми здібностями як воєначальник. Загартований у багатьох війнах і прозваний батиром, Актамберди був учасником багатьох подій, які увійшли в історію казахів як «Роки великого лиха». Він був одним з організаторів національно-визвольних змагань проти джунгарських завойовників. У 1738—1752 роках він брав участь у всіх боях з джунгарами. У 1742 році був представником на зборах старійшин родів Середнього жуза в Оренбурзі, де вони присягнули на вірність Росії. Актамберди батир протягом 70 років захищав рідну землю від ворога, був відомим оратором, авторитетним бієм, знаменитим поетом-оповідачем. Його вірші і сказання «О, поважний Богембай», «Не жартуй зі мною, Ханума», «З прапором понісся я на ворога», «Час мій був важким» тощо, наповнені відвагою і патріотичними почуттями.
Після розгрому Джунгарської держави і звільнення околиць Східного Казахстану від ворога, Актамберди жирау доклав багато зусиль, щоб повернути казахів на місця, де проживали раніше їхні предки.
Він намагався привчити казахські роди до осілого життя. Щоб домогтися цього він організовував риття ариків і створення водойм, намагаючись прищепити казахам землеробство.
Твори Актамберди в основному являють собою вислови-повчання. З них можна дізнатися про мрії, інтереси кочових казахів. Окреме місце в його творчості займають роздуми про місце і роль домашніх тварин, особливо коня, в житті кочівників. Називаючи коней «крилами» чоловіків, зображує їх супутниками батирів, коли ті йдуть на ворога.
У своїх віршах Актамберди закликає народ до героїзму, спонукає його на боротьбу з ворогом. Він жадає звільнити казахські степи, що залишилися під джунгарами, мріє про відродження і розвиток казахської держави, про повну перемогу над джунгарськими загарбниками. У багатьох творах поет закликає народ боротися з ворогом, не шкодуючи своїх сил. Вірші Актамберди, що з'явилися в XVIII столітті, в період запеклих воєн і сутичок, надихали народ і піднімали його військовий дух.
Помер Актамберди Сариули в 1768 році в містечку Журекжота сучасного Абайського району, Східноказахстанської області. Розповідь в віршах «Заповіти моїм дітям» стало його останнім твором. У ньому Актамберди закликає своїх дітей до єдності і згоди, нагадує, що тільки згуртованість молодого покоління дозволить досягти країні поставлених цілей, а народ застерігає від розладу.